# True Crime: Streets of LA
True Crime: Streets of LA — видеоигра в жанре шутера от третьего лица, разработанная компанией Luxoflux и изданная Activision в 2003 году на игровых консолях Xbox, PlayStation 2 и GameCube. В 2004 году и в 2005 была портирована на персональные компьютеры, для Windows и Macintosh. Версии для компьютеров включают некоторые дополнения, такие как многопользовательские режимы игры, открываемые персонажи, обучающие видео и песни.
В озвучании оригинальной версии игры приняли участие актёры Гэри Олдман, Кристофер Уокен, Мишель Родригес и Майкл Мэдсен.
В 2005 году было выпущено продолжение игры, True Crime: New York City.

## Игровой процесс
True Crime: Streets of LA — игра в жанре action с «открытым миром» и игровым процессом, похожим на Grand Theft Auto 3. Но в отличие от GTA здесь важную роль играет этика. В зависимости от действий игрока его статус меняется между «хорошим» и «плохим» полицейским. Это влияет на дальнейшее развитие игры и приводит к одной из трёх возможных концовок.
Главный персонаж Николас (Кан) Уилсон — молодой детектив китайско-американского происхождения. True Crime часто называют «клоном GTA III, где ты играешь за копа», однако в True Crime последствия от совершения преступлений менее серьёзны, хотя отрицательные поступки снижают ранг главного героя вплоть до увольнения из полиции. Поэтому игроку приходится выполнять позитивные действия, чтобы повысить ранг или вернуться на службу. Среди них аресты, устранение одной из главных банд Лос-Анджелеса, срыв наркосделок и участие в поимке беглецов. При этом игроку разрешается арестовывать и опрашивать невинных граждан, что никак не сказывается на его репутации.

### Лос-Анджелес
В игре обширно (620 км²) воссоздана большая часть Лос-Анджелеса, Беверли-Хиллз и Санта-Моники наряду с большинством названий улиц, достопримечательностей и магистралей. Игрок не может войти в другие части города, поскольку Ника переносит назад на ближайшую улицу. Присутствуют также многочисленные транспортные средства, которые игрок может свободно присвоить.

### Сюжет
Игра начинается с возвращения Ника Уилсона (Кана) на службу в полицейский департамент Лос-Анджелеса после отстранения за превышение полномочий и нарушений субординации. Шеф E.O.D (Elite Operations Division, Подразделение элитных операций) Ванда Паркс просит Ника расследовать дело о взрывах в районе Чайнатаун. Прямых доказательств нет, но всё указывает на деятельность китайских триад. Ник соглашается на условии, что он всё сделает по-своему. Паркс соглашается и знакомит Ника с Рози Веласкес, которая «в своё время работала с некоторыми Латинскими бандами».
По ходу игры Ник распутывает клубок мелких преступлений и в итоге выходит на верхушку криминального мира: Джимми Фу, Большого Чонга, Ву, Рокки (члена русской мафии) и Хана Ю Кима (генерала Корейской народной армии).
Параллельная сюжетная линия рассказывает о личной жизни Ника и о его отце Генри Уилсоне, который также был полицейским и пропал в ходе антинаркотической операции в 1970-х. Внутренняя проверка нашла в его шкафчике кокаин, что поставило под сомнение репутацию Генри. Вскоре после исчезновения отца умерла мать Ника, и он со своим братом Кэри отправился в Гонконг. Одержимый местью Ник возвращается в США, становится полицейским и начинает вершить правосудие весьма спорными методами. Агент ФБР Мастерсон хочет отстранить Уилсона от дел, но Ванда Паркс отстаивает своего сотрудника. При этом Кэри ведет своё расследование, которое заканчивается его исчезновением после встречи с Рокки.
Кан встречается с Донном Рафферти, другом и коллегой своего отца. Он говорит, что расследуемое дело слишком серьезное и Кан с ним не справится, но сообщает, что Кэри в плену к Рокки. Кан находит сеть подземных тоннелей под Чайнатауном, где сражается с зомби и драконами, а также встречает Ву. Услышав об этом, Мастерсон объявляет Кана сумасшедшим и отстраняет его от дел.
Веласкес помогает Кану выследить Рафферти, и узнать о его работе на Рокки. Рафферти отказывается убивать Николаса, так как он уже убил своего отца. Позже оказывается, что Рафферти и Рокки занимались контрабандой наркотиков и отмыванием фальшивых денег, пока об этом не узнал Генри Уилсон. Он отказался от взятки и вскоре был убит своим напарником. Рафферти сбросил тело в океан и подбросил в его шкафчик наркотики. Тогда Рокки пытается убить Кана самостоятельно, но Рафферти спасает Николаса ценой своей жизни.
В заключительных миссиях Кан убивает пытающегося сбежать Рокки, но оказывается, что всей схемой руководил не он, а Хан Ю Ким — русская мафия и триады лишь отвлекали внимание. Игра заканчивается схваткой Кана и Кима. В случае победы Николаса в завершающей сцене на место приезжает Ванда и поздравляет своего сотрудника с завершением расследования.

### Концовки
В целом, концовки в игре зависят от различных факторов, таких как действия игрока, его успехи в выполнении миссий, а также его общее отношение к игре и персонажам. 
Плохое окончание: Ник дерется Хан Ю Кимом на крыше банка. Если Ник проиграет финальную битву, он будет брошен с здания. Если Ник победит, генерал упадет прежде, чем Ник получит от него какую-либо информацию. Дело не будет раскрыто, а многие обстоятельства останутся неизвестными навсегда.
Среднее окончание: Рокки убивает Кэри и похищает Рози. Кан приезжает и между ними происходит финальная схватка. Если Ник проиграет, он погибнет, а Рокки сбежит. Если Ник победит, то Рокки погибнет от выстрела Рози раньше, чем расскажет тайну пропажи Генри Уилсона.
Хорошее окончание: Если Ник раскрывает все тайны и побеждает всех злодеев, то дело будет раскрыто, и Ник будет признан героем.

## Саундтрек
True Crime включает приблизительно 50 песен. Плюс к этим в PC-версию игры было добавлено ещё немного. Доступен саундтрек на CD. Несмотря на оценку 16+, песни в саундтреке не отцензурены и содержат ругательства, включая использование слов «fuck» и «nigga», в отличие от саундтреков Grand Theft Auto III и Grand Theft Auto: Vice City с оценкой 18+, которые не использовали такие слова, до релиза Grand Theft Auto: San Andreas в 2004 г.
Саундтрек был выпущен в Vybesquad Entertainment / Koch Records. Получил в 2004-м Billboard Digital Award (Лучший саундтрек в Видеоигре) и номинировался на «Лучший Саундтрек К Видеоигре» на MTV’s 2004 Video Music Awards.
Песня «Dance Wit Me» играла на радио как сингл из саундтрека. Этот титл представили Snoop Dogg и Doggystyle Records' Quazedelic.
Саундтрек к одноимённой видеоигре. Релиз состоялся 11 ноября 2003 года в Koch Records, продюсировали его DJ Quik, DJ Battlecat, King Tech и Goldfingaz.
В альбоме широко представлены рэперы Западного Побережья, такие как Snoop Dogg, Nate Dogg, Westside Connection, Warren G, Bishop Lamont и Джейо Фелони. Саундтрек по популярности был #100 на Top R&B/Hip-Hop Albums и #42 на Top Independent Albums.
1. «Dance Wit Me» — 2:57 (Snoop Dogg)
2. «Terrorist Threats» — 2:29 (Westside Connection)
3. «Mo money» — 4:05 (Styliztik ft. Dirty Rat)
4. «Don’t Fight the Pimpin'» — 3:07 (Suga Free)
5. «What U Wanna Do» — 4:08 (Warren G, RBX)
6. «True Crime Remix» — 4:06 (Young Dre, Bishop Lamont)
7. «I’ll Do Anything» — 3:18 (Damizza, N.U.N.E.)
8. «Thug Night» — 4:17 (Jayo Felony)
9. «Hollywood» — 4:20 (Bizzy Bone)
10. «Drinks in the Air» — 3:11 (Hollywood)
11. «Don’t Do the Crime» — 4:17 (Kam, Cavie, Above the Law)
12. «Legends» — 3:54 (Boo-Yaa T.R.I.B.E.)
13. «They Don’t Know» — 3:47 (Dee Dimes, Bigg Swoop)
14. «Flow» — 4:04 (Sly Boogy)
15. «This Is How We Live» — 4:24 (Lil' 1/2 Dead, Kon-Troversy, Quicktomac)
16. "We Don’t Stop — 3:27 (Soul Star)
17. «Can’t Fuck With Us» — 4:23 (Tray Deee, Mr. Short Khop, Threat)
18. «Do Time» — 4:02 (Pomona City Rydaz, Lil 1/2 Dead)
19. «Roll Wit Me» — 3:08 (Young Billionaires)
20. «Cali Folks» — 4:06 (Stylistik)
21. «Lets Get It Crackin'» — 3:42 (Lil Eazy E / Co-Written By P"RizzyBoy"Floyd Jr. Produced By Big Swoop)
22. Poem — Taproot

## Отзывы
| Сводный рейтинг | Сводный рейтинг | Сводный рейтинг | Сводный рейтинг | Сводный рейтинг |
| Издание         | Оценка          | Оценка          | Оценка          | Оценка          |
| Издание         | GC              | PC              | PS2             | Xbox            |
| --------------- | --------------- | --------------- | --------------- | --------------- |
| GameRankings    | 79,51 %         | 70,26 %         | 77,34 %         | 78,80 %         |

Игра стала платиновой для PlayStation 2 в 2004-м, а также Xbox Classics для Xbox и тайтлом Player’s Choice для Nintendo Gamecube. Сиквел, True Crime: New York City, вышел в конце 2005 г. для Xbox, PlayStation 2 и GameCube.
Журнал «Игромания» присвоил игре 8.5 баллов из 10.